# 갈래초등학교 대성분교
갈래초등학교 대성분교는 대한민국 강원도 정선군 고한읍 고한리 334-65에 있었던 공립 초등학교이다.
| 학교명       | 갈래초등학교대성분교장                                        |
| 소재지       | 강원도 정선군 고한읍 두문동길 72(정선군 고한읍 고한리 334-65) |
| 건물교사     | 1,164.54                                                      |
| 건물부속시설 | 92.86                                                         |
| 폐지년월일   | 1998. 3. 1                                                    |
| 폐지사유     | 학생수 감소                                                   |
| 통합학교명   | 갈래초등학교                                                  |
| 졸업생수     | 1,655명                                                       |
| 학교용지부지 | 6,633                                                         |

## 연혁
- 1970년 3월 1일 학교설립
- 1971년 9월 7일 대성국민학교 승격
- 1995년 3월 1일 갈래국민학교 대성분교 격하
- 1996년 3월 1일 교명 변경(갈래초등학교대성분교장)
- 1998년 3월 1일 폐교